# TRIT1
TRIT1 (англ. TRNA isopentenyltransferase 1) – білок, який кодується однойменним геном, розташованим у людей на короткому плечі 1-ї хромосоми.  Довжина поліпептидного ланцюга білка становить 467 амінокислот, а молекулярна маса — 52 725.
| 10         |  | 20         |  | 30         |  | 40         |  | 50         |
| ---------- |  | ---------- |  | ---------- |  | ---------- |  | ---------- |
| MASVAAARAV |  | PVGSGLRGLQ |  | RTLPLVVILG |  | ATGTGKSTLA |  | LQLGQRLGGE |
| IVSADSMQVY |  | EGLDIITNKV |  | SAQEQRICRH |  | HMISFVDPLV |  | TNYTVVDFRN |
| RATALIEDIF |  | ARDKIPIVVG |  | GTNYYIESLL |  | WKVLVNTKPQ |  | EMGTEKVIDR |
| KVELEKEDGL |  | VLHKRLSQVD |  | PEMAAKLHPH |  | DKRKVARSLQ |  | VFEETGISHS |
| EFLHRQHTEE |  | GGGPLGGPLK |  | FSNPCILWLH |  | ADQAVLDERL |  | DKRVDDMLAA |
| GLLEELRDFH |  | RRYNQKNVSE |  | NSQDYQHGIF |  | QSIGFKEFHE |  | YLITEGKCTL |
| ETSNQLLKKG |  | IEALKQVTKR |  | YARKQNRWVK |  | NRFLSRPGPI |  | VPPVYGLEVS |
| DVSKWEESVL |  | EPALEIVQSF |  | IQGHKPTATP |  | IKMPYNEAEN |  | KRSYHLCDLC |
| DRIIIGDREW |  | AAHIKSKSHL |  | NQLKKRRRLD |  | SDAVNTIESQ |  | SVSPDHNKEP |
| KEKGSPGQND |  | QELKCSV    |  |            |  |            |  |            |

A: Аланін

C: Цистеїн

D: Аспарагінова кислота

E: Глутамінова кислота

F: Фенілаланін

G: Гліцин

H: Гістидин

I: Ізолейцин

K: Лізин

L: Лейцин

M: Метіонін

N: Аспарагін

P: Пролін

Q: Глутамін

R: Аргінін

S: Серин

T: Треонін

V: Валін

W: Триптофан

Кодований геном білок за функціями належить до трансфераз, фосфопротеїнів. 
Задіяний у таких біологічних процесах як процесинг тРНК, поліморфізм, альтернативний сплайсинг. 
Білок має сайт для зв'язування з АТФ, нуклеотидами, іонами металів, іоном цинку. 
Локалізований у цитоплазмі, мітохондрії.